# Take a Bow (bài hát của Madonna)
"Take a Bow" là một bài hát của nghệ sĩ thu âm người Mỹ Madonna nằm trong album phòng thu thứ sáu của cô, Bedtime Stories (1994). Nó được phát hành như là đĩa đơn thứ hai trích từ album vào ngày 29 tháng 11 năm 1994 bởi Maverick Records. Bài hát cũng xuất hiện trên nhiều album tổng hợp của cô như Something to Remember (1995), GHV2 (2001) và Celebration (2009). "Take a Bow" được viết lời và sản xuất bởi Madonna và Babyface. Sau những tranh cãi về hình ảnh gợi dục trong album phòng thu trước của nữ ca sĩ, Erotica (1992), Madonna đem đến một hình ảnh nhẹ nhàng hơn với Bedtime Stories. Cô bắt đầu hợp tác với Babyface, người đã gây ấn tượng với cô qua những tác phẩm mà ông làm việc với những nghệ sĩ khác. "Take a Bow" được hình thành từ quá trình hợp tác này, sau khi Madonna nghe bản nháp của bài hát.
Được thu âm tại The Hit Factory ở New York, "Take a Bow" bao gồm phần âm nhạc được hỗ trợ bởi một dàn nhạc giao hưởng lớn. Đây cũng là lần đầu tiên Babyface sử dụng đàn dây, dựa trên những gợi ý của Madonna. Nó còn mang những âm hưởng từ ngũ cung phương Đông, gợi cảm giác về những vở opera Trung Quốc và Nhật Bản. Đây là một bản pop ballad mang nội dung về một tình yêu không được hồi đáp, khiến Madonna phải nói lời tạm biệt. Bài hát nhận được những phản ứng tích cực từ các nhà phê bình âm nhạc, trong đó họ đánh giá cao phần lời mang tính chất hồn nhiên, thơ ca của nó. "Take a Bow" cũng gặt hái những thành công vượt trội tại Hoa Kỳ, trở thành đĩa đơn quán quân thứ 11 của nữ ca sĩ trên bảng xếp hạng Billboard Hot 100, và trụ vững ở vị trí này trong bảy tuần liên tiếp. Trên thị trường quốc tế, nó đứng đầu bảng xếp hạng ở Canada, và lọt vào top 10 ở Ý, Thụy Sĩ và New Zealand. Tuy nhiên, bài hát chỉ gặt hái những thành công tương đối ở Vương quốc Anh, nơi nó đạt vị trí thứ 16, và kết thúc kỷ lục 35 đĩa đơn liên tiếp của Madonna lọt vào top 10 tại đây.
Video ca nhạc cho "Take a Bow" được đạo diễn bởi Michael Haussman, và ghi hình ở Ronda. Trong video, Madonna hóa thân thành một người phụ nữ bị bỏ quên trong chuyện tình cảm với một dũng sĩ đấu bò (do dũng sĩ đấu bò ngoài đời thực Emilio Muñoz đóng), và cô khao khát nhận được sự hồi đáp từ anh. Nó đã chiến thắng hạng mục Video xuất sắc nhất của nữ ca sĩ tại Giải Video âm nhạc của MTV năm 1995. Để quảng bá cho bài hát, Madonna đã trình diễn "Take a Bow" ở một vài sự kiện, bao gồm màn trình diễn với Babyface tại giải thưởng Âm nhạc Mỹ năm 1995. Năm 2016, Madonna bổ sung nó vào danh sách trình diễn ở châu Á và châu Úc của chuyến lưu diễn Rebel Heart Tour và trong buổi diễn một đêm ở Sydney Madonna: Tears of a Clown.

## Video ca nhạc

Madonna trong vai nhân tình của một dũng sĩ đấu bò Tây Ban Nha trong video ca nhạc của "Take a Bow"

"Take a Bow" được đạo diễn bởi Michael Haussman, và ghi hình tại Ronda và trường đấu bò Antequera, Tây Ban Nha. Nội dung của video kể lại mối tình tan vỡ giữa một cặp tình nhân, được đóng bởi Madonna và diễn viên người Tây Ban Nha Emilio Munoz. Madonna đã chọn bối cảnh Tây Ban Nha vì lúc đó cô đang ra sức thuyết phục đạo diễn cho mình thủ vai Eva Peron trong bộ phim Evita. Sau khi phát hành, nhiều nhà bảo vệ động vật đã bất bình khi các con bò tót đã bị lạm dụng quá mức, thậm chí còn bị đả thương trong video.
Lấy video này làm cảm hứng cho video "SexyBack" của mình, nam ca sĩ nhạc pop Justin Timberlake nhận xét: "Tôi rất thích video "Take a Bow" của Madge. Trong các video khác, Madge hiện lên với hình ảnh của một phụ nữ sôi nổi, cứng rắn. Thế nhưng trong "Take a Bow", trông chị ấy thật yếu đuối và dịu dàng".

## Danh sách bài hát
| Đĩa CD quảng bá tại Hoa Kỳ 1. "Take a Bow" (chỉnh sửa) – 4:31 2. "Take a Bow" (bản album) – 5:20 Đĩa CD tại Hoa Kỳ 1. "Take a Bow" (bản album) - 5:20 2. "Take a Bow" (Indasoul Mix) – 4:57 Đĩa CD maxi tại Hoa Kỳ/Úc 1. "Take a Bow" (Indasoul Mix) – 4:57 2. "Take a Bow" (Indasoul không lời) – 4:56 3. "Take a Bow" (bản album) – 5:20 4. "Take a Bow" (bản album không lời) – 5:20 5. "Take a Bow" (Silky Soul Mix) – 4:11 Đĩa CD tại Anh quốc/Úc/Châu Âu 1. "Take a Bow" (chỉnh sửa) – 4:25 2. "Take a Bow" (bản album) – 5:20 3. "Take a Bow" (bản album không lời) – 5:20 | Đĩa remix tại Nhật 1. "Take a Bow" (Indasoul Mix) – 4:57 2. "Take a Bow" (album chỉnh sửa) – 4:31 3. "Take a Bow" (Silky Soul Mix) – 4:11 4. "Take a Bow" (Indasoul Instrumental) – 4:56 5. "Take a Bow" (Silky Soul Instrumental) – 4:11 6. "Take a Bow" (bản album không lời) – 5:20 7. "Bedtime Story" (album chỉnh sửa) – 4:08 8. "Bedtime Story" (Junior Wet Dream Mix) – 8:33 Đĩa CD toàn cầu 1. "Take a Bow" (Indasoul Remix) – 4:58 2. "Take a Bow" (Indasoul không lời) – 4:58 3. "Take a Bow" (bản album) – 5:20 4. "Take a Bow" (không lời) – 5:20 5. "Take a Bow" (Silky Soul Mix) – 4:12 6. "Take a Bow" (Silky Soul Instrumental Mix) – 4:20 |

- Nguồn:[3]

## Xếp hạng
| Bảng xếp hạng (1994-95)                  | Vị trí cao nhất |
| ---------------------------------------- | --------------- |
| Úc (ARIA)                                | 15              |
| Áo (Ö3 Austria Top 40)                   | 22              |
| Bỉ (Ultratop 50 Flanders)                | 27              |
| Canada Top Singles (RPM)                 | 1               |
| Canada Adult Contemporary (RPM)          | 1               |
| Châu Âu (European Hot 100 Singles)       | 17              |
| Pháp (SNEP)                              | 25              |
| Đức (Official German Charts)             | 18              |
| Ireland (IRMA)                           | 17              |
| Ý (FIMI)                                 | 2               |
| Hà Lan (Dutch Top 40)                    | 34              |
| Hà Lan (Single Top 100)                  | 39              |
| New Zealand (Recorded Music NZ)          | 9               |
| Na Uy (VG-lista)                         | 13              |
| Scotland (OCC)                           | 14              |
| Thụy Điển (Sverigetopplistan)            | 19              |
| Thụy Sĩ (Schweizer Hitparade)            | 8               |
| Anh Quốc (OCC)                           | 16              |
| Hoa Kỳ Billboard Hot 100                 | 1               |
| Hoa Kỳ Adult Pop Airplay (Billboard)     | 35              |
| Hoa Kỳ Adult Contemporary (Billboard)    | 1               |
| Hoa Kỳ Hot R&B/Hip-Hop Songs (Billboard) | 40              |
| Hoa Kỳ Pop Airplay (Billboard)           | 1               |
| Hoa Kỳ Rhythmic (Billboard)              | 4               |

| Bảng xếp hạng (1994)                 | Vị trí |
| ------------------------------------ | ------ |
| Australia (ARIA)                     | 122    |
| UK Singles (Official Charts Company) | 138    |
| Bảng xếp hạng (1995)                 | Vị trí |
| Canada (RPM)                         | 3      |
| Canada Adult Contemporary (RPM)      | 4      |
| Europe (European Hot 100 Singles)    | 81     |
| Germany (Official German Charts)     | 73     |
| Italy (FIMI)                         | 37     |
| Japan (Tokyo Hot 100)                | 12     |
| Netherlands (Dutch Top 40)           | 287    |
| Switzerland (Schweizer Hitparade)    | 37     |
| US Billboard Hot 100                 | 8      |
| US Adult Contemporary (Billboard)    | 4      |

| Bảng xếp hạng (1990–1999) | Vị trí |
| ------------------------- | ------ |
| US Billboard Hot 100      | 24     |

## Chứng nhận
| Quốc gia                                                                           | Chứng nhận | Số đơn vị/doanh số chứng nhận |
| ---------------------------------------------------------------------------------- | ---------- | ----------------------------- |
| Hoa Kỳ (RIAA)                                                                      | Vàng       | 500,000                       |
| * Chứng nhận dựa theo doanh số tiêu thụ. ^ Chứng nhận dựa theo doanh số nhập hàng. |            |                               |